# Reynosa
Reynosa es una ciudad mexicana, cabecera del municipio homónimo. Se sitúa en la región noreste del país, en el norte del estado de Tamaulipas. Colinda con el condado estadounidense de Hidalgo en el estado de Texas. Cuenta con una población de 691 557 habitantes por lo que es la 24.ª ciudad más poblada de México y en su área metropolitana con la ciudad vecina de Río Bravo que conforman la zona metropolitana Reynosa-Río Bravo contaba con 837 251 habitantes siendo la 27.ª zona metropolitana más poblada del país, además de que el área metropolitana Reynosa-McAllen con una población de 1 647 351 habitantes es la tercera zona metropolitana transnacional más poblada en la frontera entre Estados Unidos y México, tras Juárez-El Paso y Tijuana.[cita requerida]

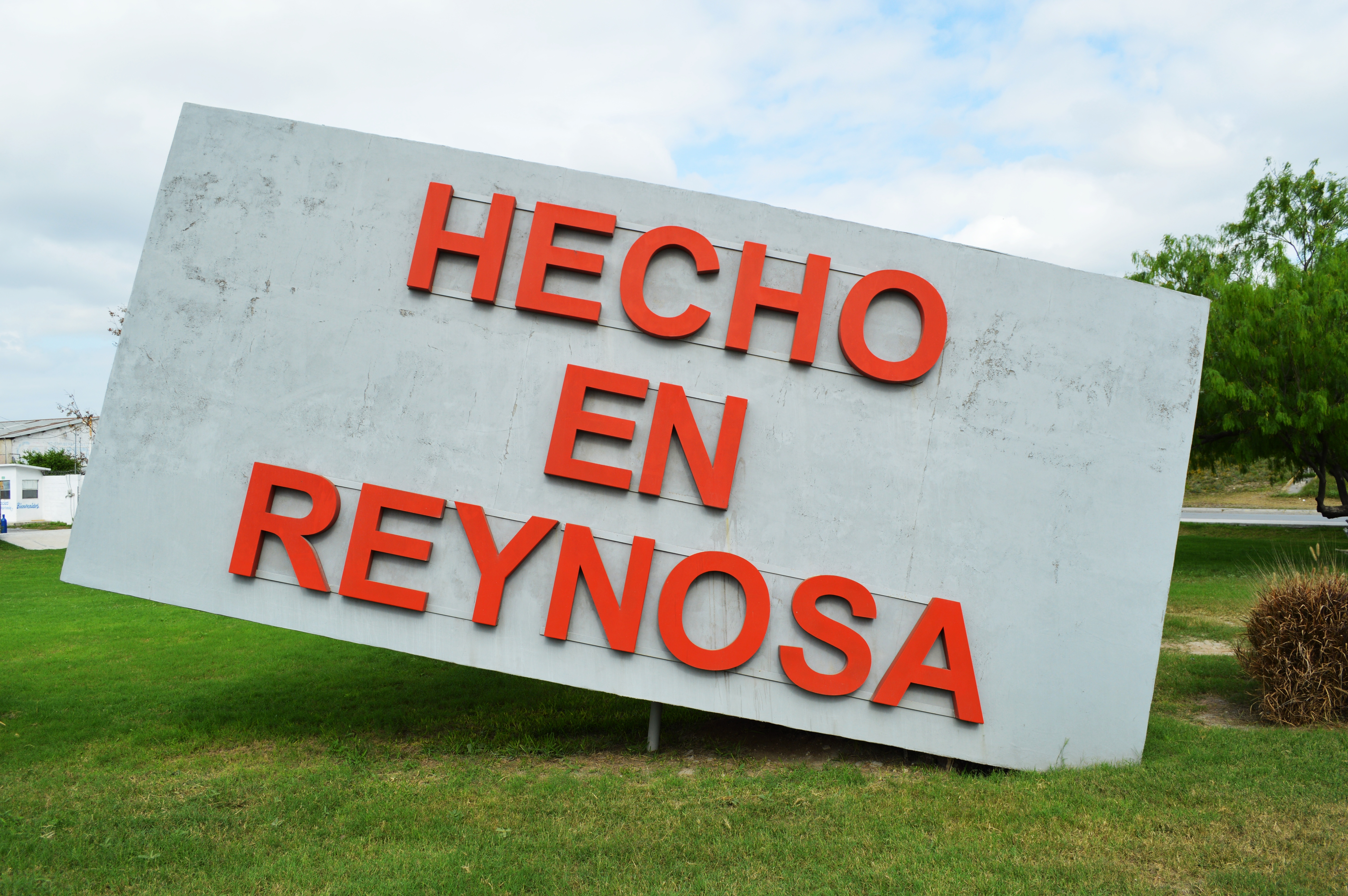
Sello monumental que dice: «Hecho en Reynosa», por el trabajo de las maquiladoras.

El principal motor económico de la ciudad es el sector industrial y el manufacturero. En los últimos años ha crecido con la llegada de empresas nacionales e internacionales como lo son Corning, LG Electronics, Panasonic, Black & Decker, Key Tronic, Hutchinson S.A., Eaton Corporation, ZF Friedrichshafen, entre otras. De acuerdo con el Instituto Mexicano para la Competitividad (IMCO) Reynosa y Tampico son las únicas ciudades de Tamaulipas que se encuentran en el ranking de las ciudades más competitivas de México.

## Etimología
Reynosa fue bautizada así, en honor de la localidad de origen del entonces virrey de la Nueva España Juan Francisco de Güemes y Horcasitas, primer Conde de Revillagigedo, ya que dicho virrey era nativo de la población española de Reinosa localizada en Cantabria (España), al igual que el Real Valle de Camargo. La nueva villa fue consagrada a la Virgen de Guadalupe por los frailes franciscanos, a quienes se les encomendó evangelizar a la población nativa. Aunque su nombre actual nace en los primeros años del siglo XX, cuando debido a multiples errores ortográficos en las boletas, escritos y comunicados oficiales del gobierno de la aún Villa la "I" latina es cambiada por una "Y" griega, oficializándose en el año 1926, cuando por decreto estatal la villa de Reinosa adquiere su estatus de Ciudad, qué conserva actualmente bajó su nombre Reynosa.

## Historia
La villa de Nuestra Señora de Guadalupe de Reynosa (cabe señalar que el nombre original se escribía con "i" latina al igual que su homónima española) fue fundada el 14 de marzo de 1749, por la exploración de Don José de Escandón y Helguera a diez leguas debajo de las adjuntas de los ríos San Juan y Bravo, sobre el margen sur de este último. Reynosa surge después de que se establece la villa de Camargo cuando el coronel José de Escandón dispuso la fundación de una segunda población a orillas del río Bravo, diez leguas abajo.
El día 4 de Julio de 1802, fue trasladada 8 km al este, sobre la misma margen del río Bravo, debido a las constantes inundaciones.
La fundación de Reynosa fue obra de un extraordinario proyecto colonizador encabezado por Don José de Escandón y Helguera, mientras que Carlos Cantú fue el primer Capitán y Justicia Mayor de la Villa.
Reynosa se plantó en una extensa llanura aluvial, en la morada habitual de los indios Comecrudos, Tejones, Pintos y Pajaritos además de grupos desplazados del Nuevo Reino de León como Sacatiles, Nazas y Narices. Sus pobladores originales eran en su mayoría provenientes del Nuevo Reino de León que incluyó un padrón de 41 cabezas de familia y once soldados y sus familias de la escuadra local, que reunía en total de 223 personas.
La vida virreinal de Reinosa se divide en tres etapas: la primera fue su fundación, le sigue la etapa de las inundaciones del Bravo que paralizaron su desarrollo, y finalmente, se caracterizó por el traslado de la población y sus poderes río abajo, a las lomas de San Antonio (lugar en donde se encuentra la actual Reynosa). De este periodo novohispano, el único testimonio arquitectónico que sobrevive es el campanario de la antigua iglesia parroquial la Iglesia de Nuestra Señora de Guadalupe, la cual fue fundada en 1835 y es la construcción más antigua de la ciudad.
No fue sino hasta los primeros años del siglo XX, que por un error ortográfico en las actas, escritos y comunicaciones oficiales del ayuntamiento de la entonces Villa de Reinosa, se comenzó a utilizar la "y" griega reemplazando a la "i" latina para llamar a la villa, lo que se convirtió en una costumbre y como consecuencia el nombre actualmente lo es del de Reynosa, misma que hasta el año de 1926 ascendió por decreto oficial a la categoría de ciudad.
En 1926 se da la inmigración de familias originarias de Tetla, municipio de Chocaman Veracruz. También se le dio categoría de ciudad por decreto del Gobierno del Estado, es así como inicia su vida pujante, levantándose a pesar de las inclemencias del tiempo, integrándose al concierto de la civilización y de la tecnología moderna, sobresaliendo en la industria petrolera, que fue y sigue siendo base de su riqueza y una fuente permanente de empleo, generosa de actividad comercial que, aunada a la ganadería y a la agricultura, promueven la subsistencia de cientos de poblaciones aledañas.

## Geografía

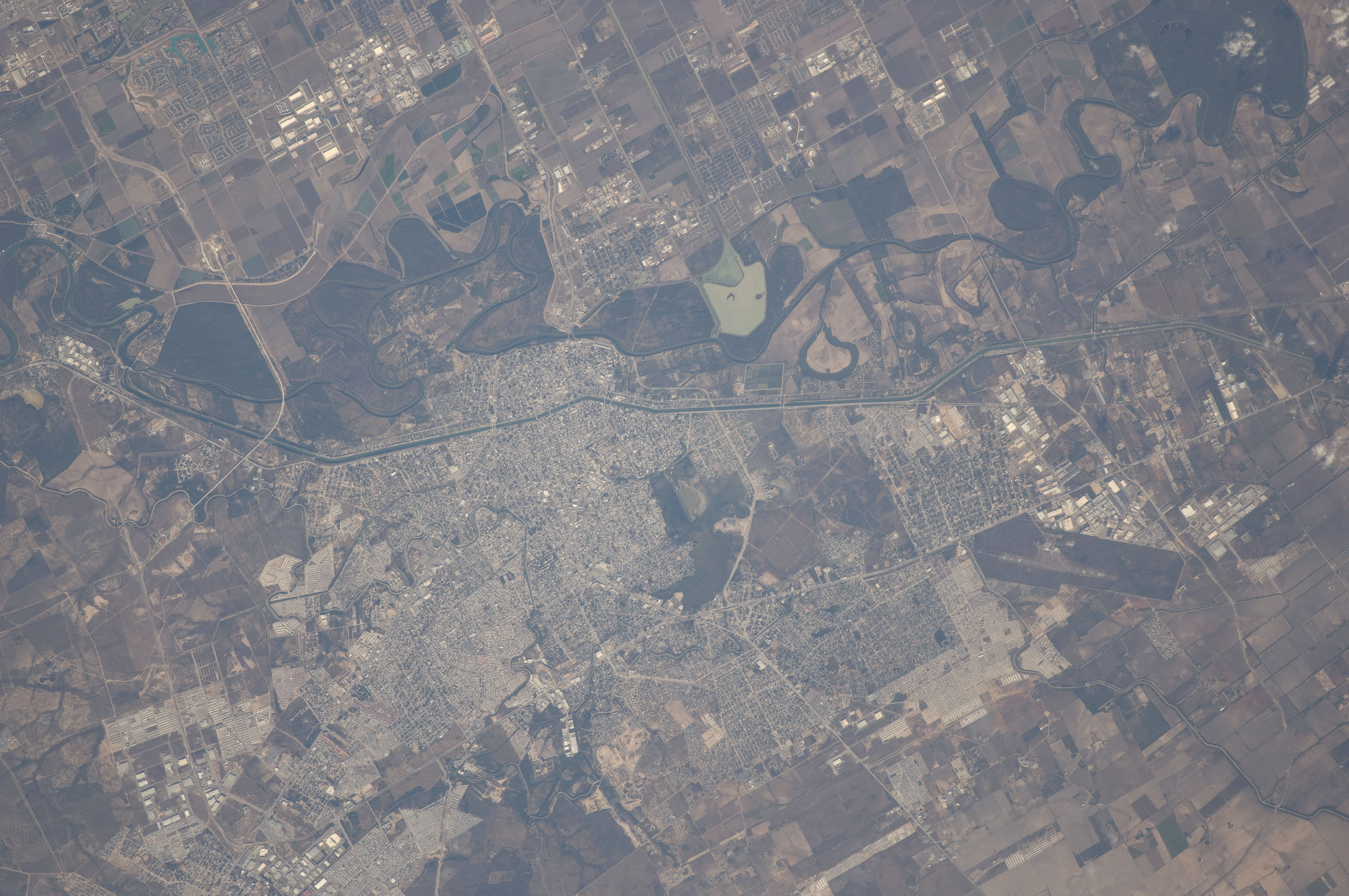
Vista satelital de Reynosa

La ciudad de Reynosa se ubica en el norte del estado de Tamaulipas, se localiza a los 26º05' de latitud norte y a los 98º18' de longitud oeste, a una altitud media de 38 metros sobre el nivel del mar. 

### Orografía
La ciudad no cuenta con ninguna relevante elevación, ya que se encuentra prácticamente dentro de llanuras. Solo cuenta con algunas muy pequeñas lomas apenas visibles, principalmente en el centro-oeste de la ciudad.

### Hidrografía
Reynosa es cubierto por sistemas de irrigación, el río San Juan y el río Bravo. La principal fuente de abastecimiento la representa el río San Juan, que proporciona riego y el agua para la ciudad e irriga la parte sur del mismo. Hay infinidad de canales, siendo los principales el de Rhode y el Anzaldúas.

### Clima
Predomina el clima seco estepario, muy cálido y extremoso, con una temperatura media anual de 22 °C, con un régimen de lluvias de verano y una precipitación media entre los 400 y 500 milímetros cúbicos. Se distingue con facilidad dos estaciones, la de verano y la de invierno; en la primera la temperatura llega hasta 40 °C en los meses de mayo a agosto y en la segunda, el termómetro baja hasta menos de 10 °C.
| Parámetros climáticos promedio de Reynosa, Tamaulipas      | Parámetros climáticos promedio de Reynosa, Tamaulipas | Parámetros climáticos promedio de Reynosa, Tamaulipas | Parámetros climáticos promedio de Reynosa, Tamaulipas | Parámetros climáticos promedio de Reynosa, Tamaulipas | Parámetros climáticos promedio de Reynosa, Tamaulipas | Parámetros climáticos promedio de Reynosa, Tamaulipas | Parámetros climáticos promedio de Reynosa, Tamaulipas | Parámetros climáticos promedio de Reynosa, Tamaulipas | Parámetros climáticos promedio de Reynosa, Tamaulipas | Parámetros climáticos promedio de Reynosa, Tamaulipas | Parámetros climáticos promedio de Reynosa, Tamaulipas | Parámetros climáticos promedio de Reynosa, Tamaulipas | Parámetros climáticos promedio de Reynosa, Tamaulipas |
| Mes                                                        | Ene.                                                  | Feb.                                                  | Mar.                                                  | Abr.                                                  | May.                                                  | Jun.                                                  | Jul.                                                  | Ago.                                                  | Sep.                                                  | Oct.                                                  | Nov.                                                  | Dic.                                                  | Anual                                                 |
| ---------------------------------------------------------- | ----------------------------------------------------- | ----------------------------------------------------- | ----------------------------------------------------- | ----------------------------------------------------- | ----------------------------------------------------- | ----------------------------------------------------- | ----------------------------------------------------- | ----------------------------------------------------- | ----------------------------------------------------- | ----------------------------------------------------- | ----------------------------------------------------- | ----------------------------------------------------- | ----------------------------------------------------- |
| Temp. máx. abs. (°C)                                       | 39.5                                                  | 37.0                                                  | 40.0                                                  | 42.0                                                  | 40.0                                                  | 42.0                                                  | 42.0                                                  | 42.5                                                  | 42.5                                                  | 39.0                                                  | 38.5                                                  | 37.5                                                  | 42.5                                                  |
| Temp. máx. media (°C)                                      | 19.1                                                  | 22.8                                                  | 27.9                                                  | 30.8                                                  | 31.9                                                  | 34.8                                                  | 36.3                                                  | 36.6                                                  | 34.7                                                  | 29.8                                                  | 26.0                                                  | 21.5                                                  | 29.4                                                  |
| Temp. media (°C)                                           | 12.9                                                  | 16.0                                                  | 20.9                                                  | 24.6                                                  | 26.6                                                  | 29.0                                                  | 30.0                                                  | 30.1                                                  | 28.5                                                  | 23.5                                                  | 19.3                                                  | 15.1                                                  | 23.0                                                  |
| Temp. mín. media (°C)                                      | 6.8                                                   | 9.2                                                   | 13.9                                                  | 18.4                                                  | 21.4                                                  | 23.3                                                  | 23.6                                                  | 23.6                                                  | 22.3                                                  | 17.2                                                  | 12.6                                                  | 8.7                                                   | 16.8                                                  |
| Temp. mín. abs. (°C)                                       | -11.0                                                 | -4.0                                                  | -1.5                                                  | 3.5                                                   | 10.0                                                  | 15.0                                                  | 19.0                                                  | 13.5                                                  | 12.0                                                  | 3.0                                                   | -4.0                                                  | -8.0                                                  | -11.0                                                 |
| Precipitación total (mm)                                   | 36.8                                                  | 24.2                                                  | 14.0                                                  | 36.6                                                  | 76.5                                                  | 75.9                                                  | 44.0                                                  | 68.1                                                  | 88.3                                                  | 54.7                                                  | 28.9                                                  | 30.1                                                  | 578.1                                                 |
| Días de precipitaciones (≥ 1 mm)                           | 5.9                                                   | 3.5                                                   | 1.9                                                   | 2.5                                                   | 3.7                                                   | 4.1                                                   | 2.5                                                   | 3.6                                                   | 5.2                                                   | 3.8                                                   | 3.1                                                   | 3.9                                                   | 43.7                                                  |
| Fuente: Servicio Meteorológico Nacional 26 de mayo de 2022 |                                                       |                                                       |                                                       |                                                       |                                                       |                                                       |                                                       |                                                       |                                                       |                                                       |                                                       |                                                       |                                                       |

## Demografía
Reynosa es la ciudad más poblada del estado de Tamaulipas. Conforme a los resultados que arrojó el Censo de Población y Vivienda, que realizó en el año 2020 el Instituto Nacional de Estadística y Geografía (INEGI), la ciudad de Reynosa tenía hasta ese año una población total de 691,557 habitantes por lo que es la 24° ciudad más poblada de México. Su población representó en 2020 un aumento de 102,091 habitantes respecto al Censo de 2010.
Es actualmente la ciudad más poblada y moderna del estado desde mediados de 1990 en que desbancó a Heroica Matamoros al segundo puesto y comenzó un extraordinario crecimiento derivado de la migración de otros estados del país, así como de otros países. 
Debido a su enorme crecimiento ha expandido su área urbana más allá de sus límites municipales por lo que junto a Ciudad Río Bravo constituye la Zona metropolitana de Reynosa-Río Bravo que cuenta según datos del INEGI en 2020 con una población de 837,251 habitantes por lo que por su población es la 27° área metropolitana más poblada de México.
| Gráfica de evolución demográfica de Reynosa entre 1900 y 2020                                     |
|                                                                                                   |
| Población de los censos del Instituto Nacional de Estadística y Geografía (INEGI) de 1900 a 2020. |

### Religión
Según el Censo 2020 realizado por el INEGI, un 60.8 % de la población de la ciudad profesa el catolicismo, un 18.4 % el cristianismo evangélico, un 20.2 % no tiene religión y un 0.1 % profesa otras religiones.

## Infraestructura

### Infraestructura médica
Por la Secretaría de Salud del Estado de Tamaulipas: un hospital general Hospital General de Reynosa "Dr. José María Cantú Garza", un hospital civil "Hospital Materno-Infantil de Reynosa", y múltiples centros de salud urbanos. Por el Instituto Mexicano del Seguro Social: un hospital alta especialidad "Hospital General Regional No. 270", un hospital general "Hospital General de Zona No. 15 "Dr. José Zertuche Ibarra", dos unidades de medicina familiar "Unidad de Medicina Familiar No. 33" y "Unidad de Medicina Familiar No. 40", dos unidades de medicina familiar de enlace con las unidades principales (colonia Cumbres y colonia Benito Juárez). Por el Instituto de Seguridad y Servicios Sociales de los Trabajadores del Estado: una clínica-hospital "Dr. Baudelio Villanueva Martínez". Por el Ayuntamiento de Reynosa: unidades de salud móviles, casas hogar, y centros de rehabilitación integral. Por Petróleos Mexicanos: un hospital general regional. Por la iniciativa privada: Múltiples hospitales de especialidades, clínicas hospitales, sanatorios, consultorios médicos y dentales, laboratorios y centros de estudios. Es importante señalar que Reynosa se ha distinguido por ser un importante punto turístico en el área médica, principalmente por su ubicación fronteriza, la accesibilidad de sus costos y la calidad del servicio.

### Infraestructura vial
Reynosa cuenta con 7 puentes elevados, estando entre los más importantes y/o conocidos son el "Broncos" (el más grande de la ciudad), el "Caracol" (formado por un paso vehicular superior del libramiento Nuevo Laredo - Monterrey - Matamoros y que atraviesa el Boulevard Hidalgo, el "Jarachina" (formado por un paso vehicular superior del libramiento Monterrey - Matamoros que atraviesa las avenidas Ciruelos y Tecnológico), el Bicentenario (formado por un paso vehicular superior del libramiento Monterrey-Matamoros que atraviesa la avenida Rodolfo Garza Cantú), el Independencia (formado por un paso vehicular superior de la carretera MEX-02D Reynosa-Matamoros que libra el entronque con la avenida La Joya), el Puente de la Paz, entre otros. Destaca también el distribuidor vial "La Laguna" que sirve para agilizar la carga vial de la mancha urbana, y que desahoga el tráfico vehicular de la carretera MEX-02D Reynosa-Matamoros, en su cruce con la carretera MEX-97 Reynosa-San Fernando y la Calzada Oriente, el entronque con el libramiento Monterrey-Matamoros y el múltiple entronque con vialidades secundarias de las colonias populares aledañas. Así mismo en mayo de ese mismo año fue inaugurado el "Viaducto Reynosa" el cual es de paso libre y que en su primera etapa conecta la carretera MEX-40D a Monterrey con la carretera MEX-97 a San Fernando a modo de anillo periférico de la ciudad, no obstante el proyecto comprende dos etapas más las cuales unirán la carretera MEX-02 a Nuevo Laredo con la carretera MEX-40D a Monterrey, así como la carretera MEX-97 a San Fernando con el Puente Internacional Reynosa-Pharr. No menos importante es señalar la existencia del Libramiento Sur II (de cuota) concesionado a Caminos y Puentes Federales de Ingresos y Servicios Conexos el cual cuenta con una primera etapa ya habilitada desde el año 2009 que consiste en una prolongación de la autopista MEX-02D hasta su conexión en el sur con la carretera MEX-97 a San Fernando, en donde inicia la segunda etapa aún en construcción que va desde ese punto hasta su conexión con la carretera MEX-40D a Monterrey (cercano a la Central de Medición Km. 19 del Complejo Procesador de Gas Burgos).

### Infraestructura internacional y comercio exterior
Reynosa se conecta por la vía terrestre con los Estados Unidos de América mediante los siguientes cruces internacionales: Operados por Caminos y Puentes Federales de Ingresos y Servicios Conexos: Puente Internacional "Benito Juárez" que une a Reynosa con Hidalgo y McAllen, compuesto por dos puentes internacionales (uno de ida y otro de retorno) y se ubica en el centro de la ciudad; puente internacional "Nuevo Amanecer" que une a Reynosa con Pharr, Texas, el cual es de libre comercio y se ubica al nor-oriente de la ciudad; y el puente internacional "Las Flores" que une a la localidad de Nuevo Progreso perteneciente al municipio de Río Bravo con Progreso, Texas, ubicado en dicha villa que pertenece al área metropolitana Reynosa-Río Bravo. Operado por el Gobierno del Estado de Tamaulipas: Puente Internacional "Río Bravo" que une a Río Bravo (que pertenece al área metropolitana Reynosa-Río Bravo) con Donna, Texas ubicado en la parte norte del municipio de Río Bravo. Operado por la iniciativa privada: Puente Internacional "Anzaldúas" que une a Reynosa con Granjeno (Texas) - Mission (Texas).

### ExpoTam Reynosa

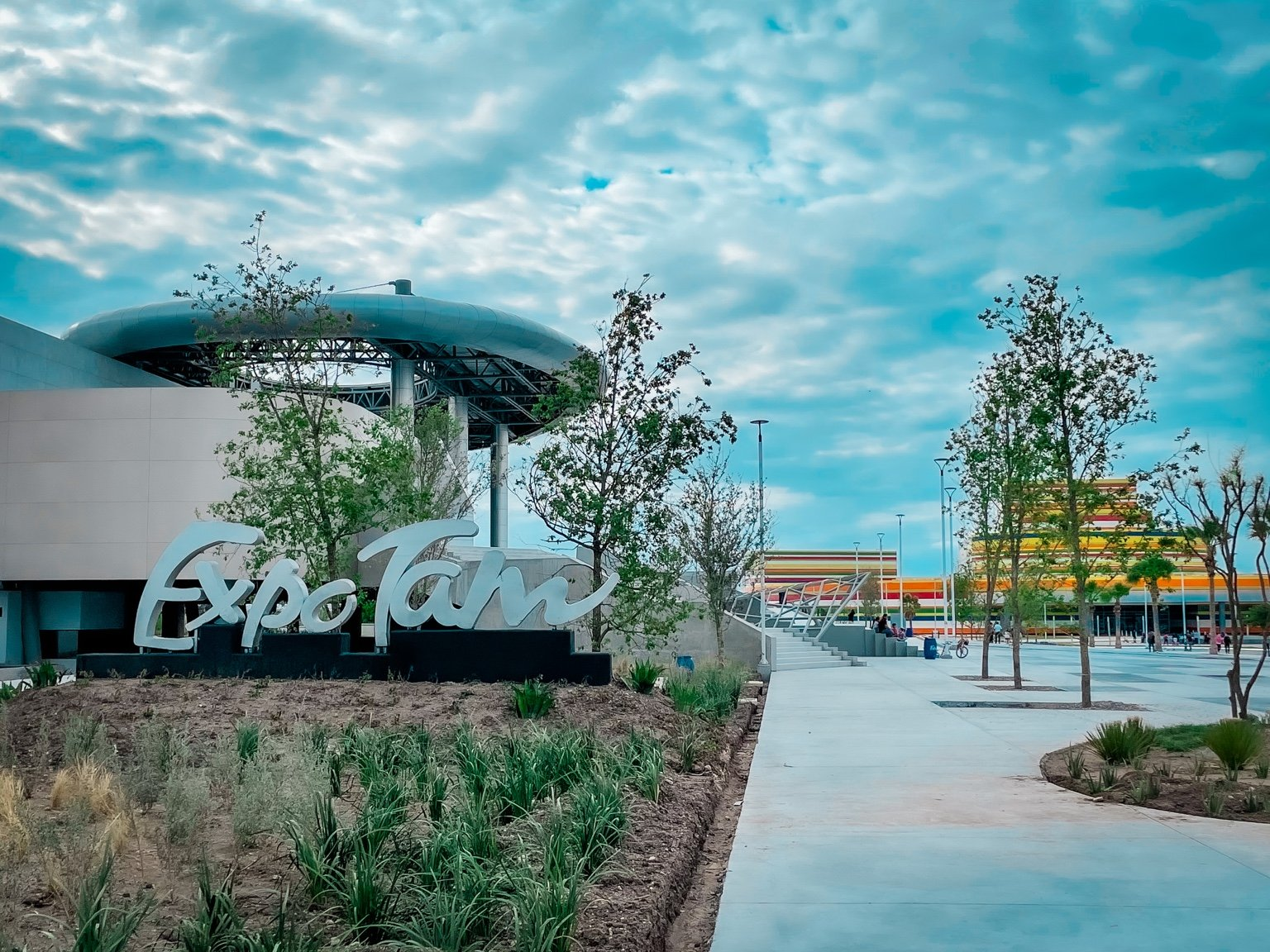
ExpoTam Reynosa

La obra esta ubicada al interior del complejo del Parque Cultural Reynosa y es el espacio de convenciones más grande del estado ya que cuenta con una  capacidad para recibir a más de 2000 personas. Esta destinado para albergar eventos, congresos,  ferias y exposiciones; contando con un gran salón, divisible en 8 salas alternas, vestíbulo, salas vip, área administrativa, cocina, bodega  y estacionamiento.

### Aeropuerto internacional «General Lucio Blanco»

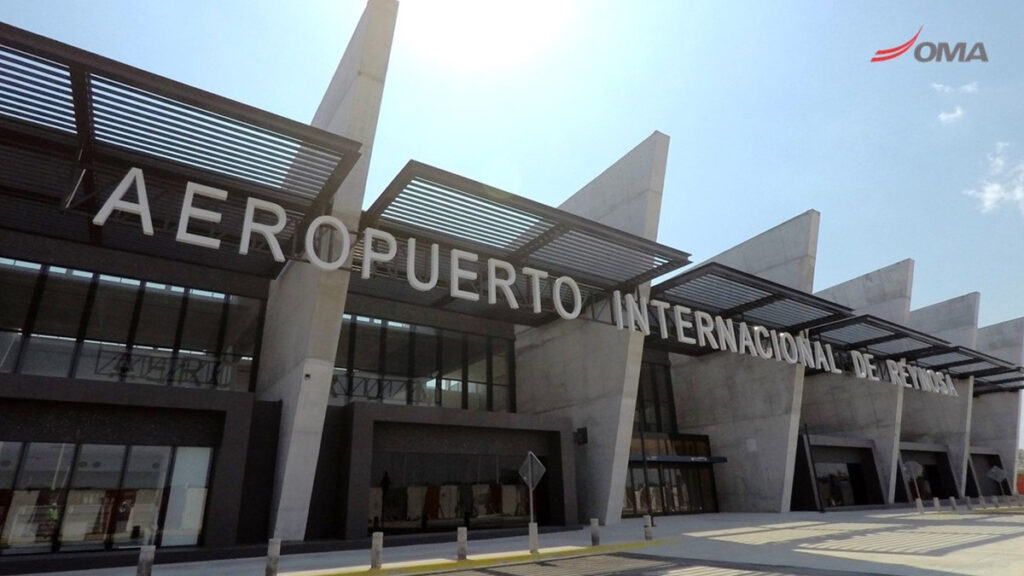
Aeropuerto de Reynosa

Actualmente el aeropuerto de Reynosa recibe vuelos de Aeroméxico (Ciudad de México) y Viva Aerobus (Cancún, Guadalajara, Ciudad de México y Veracruz), registrando unas 26 operaciones semanales.
Recientemente han finalizado las obras de construcción del nuevo Edificio Terminal del Aeropuerto Internacional «General Lucio Blanco», lo anterior fue confirmado por Ricardo Dueñas, CEO de Grupo Aeroportuario Centro Norte (OMA)  quien aseguró que dicho recinto contó con una inversión de 338 millones de pesos para la construcción de 7285 metros cuadrados, así como equipamiento de alta tecnología.
“El nuevo Edificio Terminal del Aeropuerto de Reynosa está listo. Ha iniciado actividades a finales del mes de febrero. Se invirtieron 338 millones de pesos, para construir 7286 m², incluyendo equipamiento de tecnología de punta” informó a través de sus redes sociales.
Dichas instalaciones tienen una superficie de más de 8 mil metros cuadrados distribuidos en dos niveles, además cuenta con nuevas áreas de servicio al pasajero para brindar un mayor confort con amplios espacios en las zonas Ambulatorio, Documentación, Punto de Inspección, Sala de Última Espera y el área de reclamo de equipaje.
En 2020 movilizó 229 058 pasajeros, cuando el año anterior esa cifra había llegado a 480 524 usuarios.

## Comercio

### Supermercados
Reynosa cuenta con varios supermercados como H-E-B México, Soriana, Bodega Aurrera, S-Mart, cadenas locales y algunas tiendas departamentales como Sanborns Hermanos, S.A.

### Plazas comerciales

Plaza Sendero Periférico

La Plaza Sendero Periférico es el mayor centro comercial de la ciudad ubicado en Libramiento Sur núm. 1000, cruce con carretera Reynosa a Monterrey, Col. Jarachina Sur; cuenta con 2 hoteles, un Cinépolis y Cinépolis VIP con 18 salas y locales de comida, ropa, deportes y más.

## Educación
Entre sus principales centros para estudiar se encuentran preparatorias y universidades muy prestigiadas ubicadas en esta ciudad. Se planea que Reynosa sea la ciudad con más escuelas y centros educativos a nivel Estatal.

### Universidades
- Universidad Autónoma de Tamaulipas (UAT)
  - Unidad Académica Multidisciplinaria Reynosa-Aztlán (UAT-UAMRA)
  - Unidad Académica Multidisciplinaria Reynosa-Rodhe (UAT-UAMRR)
  - Centro de Lenguas y Lingüística Aplicada (CELLAP-UAT)
- Instituto Técnico en Ciencias Computacionales de Reynosa (ITCC)
  - Campus Doctores
  - Campus Campestre
- Universidad Tecnológica de Tamaulipas Norte (UTTN)
- Instituto Tecnológico de México (ITM)
  - Instituto Tecnológico de Reynosa (ITR)
- Universidad Pedagógica Nacional (UPN)
- Universidad Americana del Noreste (UANE)
- Instituto Internacional de Estudios Superiores (IIES)
- Instituto de Ciencias y Estudios Superiores de Tamaulipas (ICEST)
- Universidad Tec Milenio (ITESM)
- Instituto Politécnico Nacional (IPN)
  - Centro de Biotecnología Genómica (CBG-IPN)
- Universidad Interamericana del Norte (UIN)
- Universidad del Atlántico (UDA)
  - Campus Virreyes
  - Campus Bellavista
  - Campus Jarachina
- Universidad Valle del Bravo (UVB) (anteriormente UVM)
- Universidad México Americana del Norte (UMAN)
- Universidad Miguel Alemán (UMA)
- Universidad Tamaulipeca (UT)
- Universidad del Norte de Tamaulipas (UNT)
- Centro Universitario Jose Vasconcelos
- Escuela de Enfermería Dr. José Ángel Cadena y Candena

## Arte y cultura

### Casa de la Cultura de Reynosa
En 1978, un grupo de ciudadanos reynosenses, encabezados por doña Bertha González de Garza Zamora, se dieron a la tarea de fundar una institución que ofreciera a la comunidad espacios para la creación y el goce de las artes. El 23 de enero de 1979 se concibió como un organismo de la sociedad civil, quedando constituido originalmente como Patronato de la Casa de la Cultura de Reynosa, Tamaulipas, A.C. El 9 de diciembre de 1993 se formalizó ante notario el Acta de la Asamblea General Extraordinaria del Patronato, por la que se acordó el cambio de denominación de la asociación para quedar como Casa de la Cultura de Reynosa, Asociación Civil. Este edificio anteriormente fue Salón de Eventos inaugurado en 1954, mejor conocido como Casino Reynosa construido por un grupo de ingenieros de la localidad con presupuesto de los empresarios de la ciudad.
Superficie de construcción: 1820 m2.
Tipo de público al que está dirigida la casa de cultura: General.
Asistencia promedio mensual de visitantes: 500 personas.
Asistencia total de visitantes en el año 2012: 6,000 personas.

### Parque Cultural Reynosa

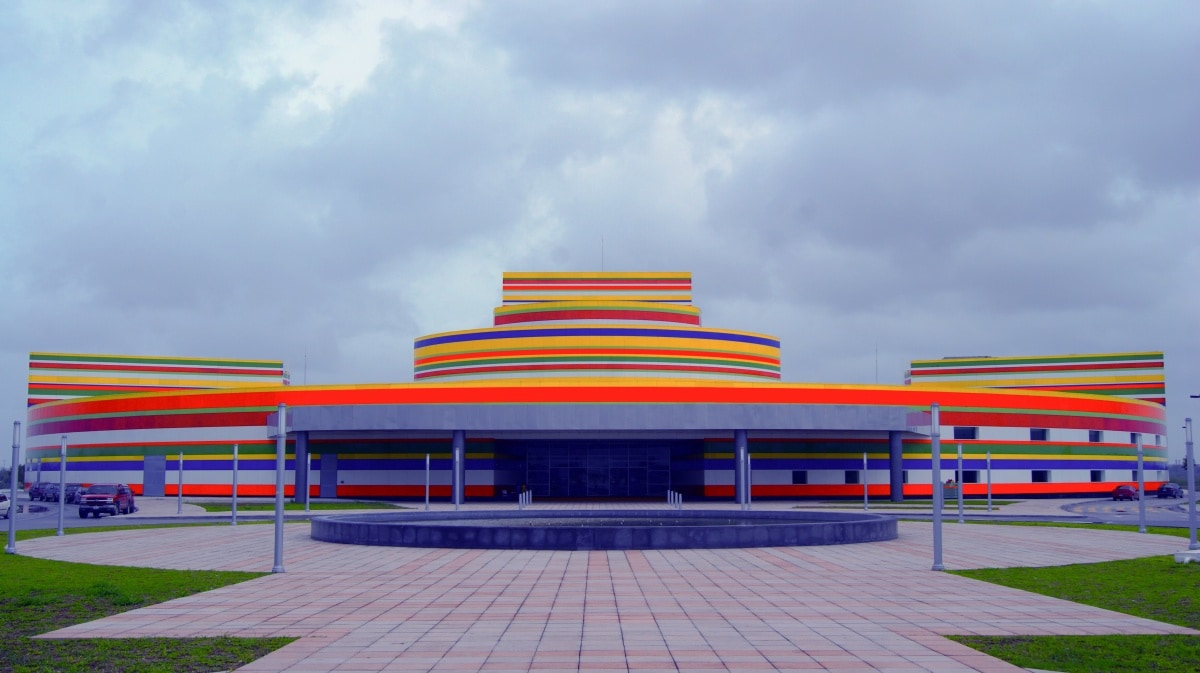
Parque Cultural Reynosa

Fue creado por el gobierno del Estado de Tamaulipas e inaugurado el 17 de agosto de 2010, el Parque Cultural Reynosa alberga un teatro al aire libre, una sala experimental, galería de artes plásticas y el gran Teatro Principal, con un aforo de 1200 espectadores. Es un conjunto conformado por un parque ecológico y un edificio conocido como Centro de Arte y Cultura, dedicado a la difusión del arte y la cultura. Es el centro cultural más importante del estado de Tamaulipas y uno de los más importantes en el norte de dicho país.

## Deporte

### Estadio Adolfo López Mateos

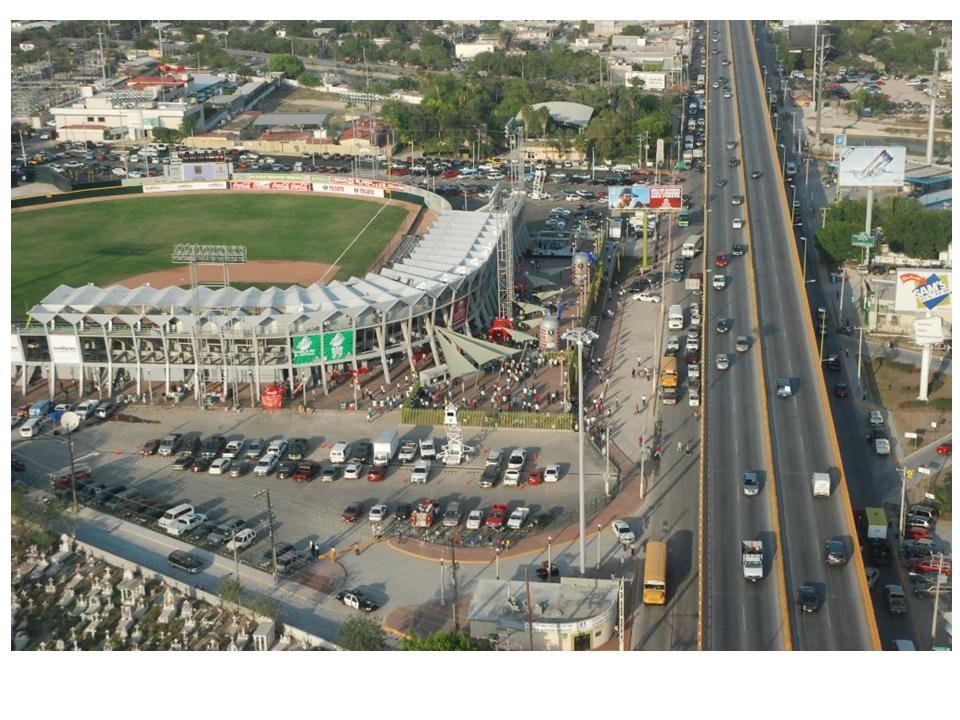
Estadio Adolfo López Mateos

El Estadio Adolfo López Mateos, casa de los Broncos de Reynosa actualmente con capacidad de aproximadamente 20 000 espectadores.

### Polideportivo de Reynosa

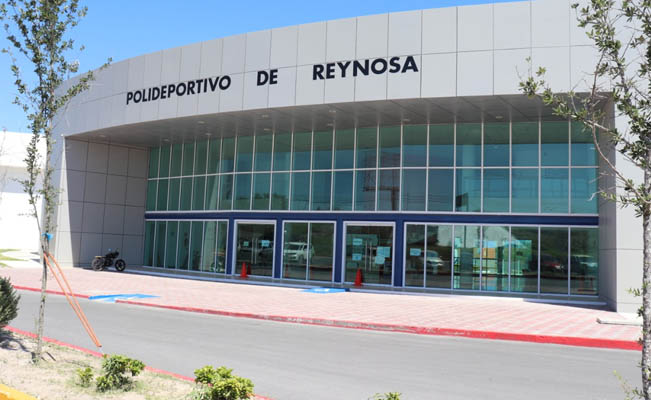
Polideportivo de Reynosa

También cuenta con un Polideportivo que cuenta con gimnasio para la práctica de halterofilia, gimnasio de boxeo con ring olímpico, únicos en la entidad. Asimismo, con área para ajedrez y espacio para acondicionamiento físico, vestidores y regaderas, además se incluye un consultorio médico y de fisioterapia.
Estas instalaciones, se unen a las ya construidas en la primera etapa, basquetbol, voleibol y judo, así como a la alberca y a la cancha de fútbol.

### Equipos representativos
Entre los deportes más populares de Reynosa se encuentran el fútbol, el béisbol y la natación. Existen varios equipos deportivos en Reynosa, pero los más destacados son:
- Broncos de Reynosa (béisbol)
- Reynosa F.C. (fútbol)
- Topos de Reynosa (fútbol)
- Correcaminos Norte (fútbol americano)
- Kronos Swim Team (natación)
- Mineros Reynosa Fc (fútbol)
- Guerreros Reynosa (fùtbol)

## Vida fronteriza contemporánea
Sin duda el crecimiento urbano de la ciudad de Reynosa es el fenómeno más destacado de su historia contemporánea. En comparación con los otros centros urbanos relevantes del estado de Tamaulipas, Reynosa partió prácticamente de ser un villorrio a principios del siglo XX en una moderna urbe fronteriza que sobrepasa el medio millón de habitantes. Reynosa, ha basado su crecimiento demográfico contemporáneo en varios procesos económicos y sociales, entre los que se cuentan el dinamismo fronterizo que se experimentó a partir de los años veinte, el desarrollo agrícola con la construcción del Distrito de riego del Bajo Río San Juan y Distrito de riego del Bajo Río Bravo; la industria petrolera, el comercio, los servicios y recientemente la industria maquiladora.
Visto en detalle el crecimiento urbano, sus causas se explican desde las razones naturales, como el aumento de la esperanza de vida y las tasas de natalidad, hasta las razones de orden económicas, sobresaliendo la inmigración nacional a la frontera, al buscar aquí los habitantes de zonas deprimidas del país, un mejor nivel de vida. En el norte de Tamaulipas, desde los años treinta y debido al auge algodonero, acudieron oleadas de nuevos habitantes. Otro factor detonante del aumento demográfico ha sido el deseo de cruzar la frontera hacia los Estados Unidos, pues ante la rigidez migratoria de ese país y al ser rechazados, los migrantes permanecen en las poblaciones fronterizas mexicanas.
Ejemplo tangible de esta rápida evolución son las cifras demográficas de Reynosa. Así la ciudad multiplicó siete veces su población entre 1930 y 1950, al pasar de 4840 habitantes a 34 087, mientras que para 1980 se había multiplicado cuarenta veces, al llegar a 194 693 habitantes. En 1990 la cantidad ascendió a 293 045, en el año 2010 creció a 608 891 habitantes y en el último censo del INEGI en 2020 la población fue de 704 767 habitantes.
La consolidación contemporánea de Reynosa tiene su contraparte en el vecino condado de Hidalgo, Texas, donde igualmente en tiempos modernos han ocurrido activos procesos económicos ligados a la agricultura y al comercio vinculado con México, lo mismo que el crecimiento en toda la cadena de poblaciones que integran el "Mágico Valle del Río Grande". Esta relación, de cara a los resultados del Tratado Trilateral de Libre Comercio, indica la futura intensificación complementaria de la relación fronteriza en el área de Reynosa-McAllen, partiendo de un momento en que el norte de Tamaulipas tiene ya una mayor integración con la economía nacional, que le permitirá afrontar con mayor provecho la asimetría que significa colindar con la economía más desarrollada del planeta.

## Hermanamientos
La ciudad de Reynosa está hermanada con las siguientes ciudades:
| Ciudad   | División administrativa | País           | Ref.   |
| -------- | ----------------------- | -------------- | ------ |
| Reinosa  | Cantabria               | España         | [ 16 ] |
| McAllen  | Texas                   | Estados Unidos | [ 16 ] |
| Pharr    | Texas                   | Estados Unidos | [ 17 ] |
| Chetumal | Quintana Roo            | México         | [ 18 ] |